# Сант-Омеро
Сант-Омеро (італ. Sant'Omero) — муніципалітет в Італії, у регіоні Абруццо,  провінція Терамо.
Сант-Омеро розташований на відстані близько 150 км на північний схід від Рима, 60 км на північний схід від Л'Аквіли, 14 км на північний схід від Терамо.
Населення — 5365 осіб (2014).
Щорічний фестиваль відбувається 3 червня. Покровитель — Sant'Omero.

## Демографія
Населення за роками:

Станом на 1 січня 2023 року в муніципалітеті офіційно проживало 559 іноземців з 35 країн, серед них 97 громадян країн Євросоюзу та 3 громадяни України.

## Сусідні муніципалітети
- Белланте
- Камплі
- Чивітелла-дель-Тронто
- Коррополі
- Мошано-Сант-Анджело
- Нерето
- Сант-Еджидіо-алла-Вібрата
- Торано-Нуово
- Торторето